# William G. Whiteley

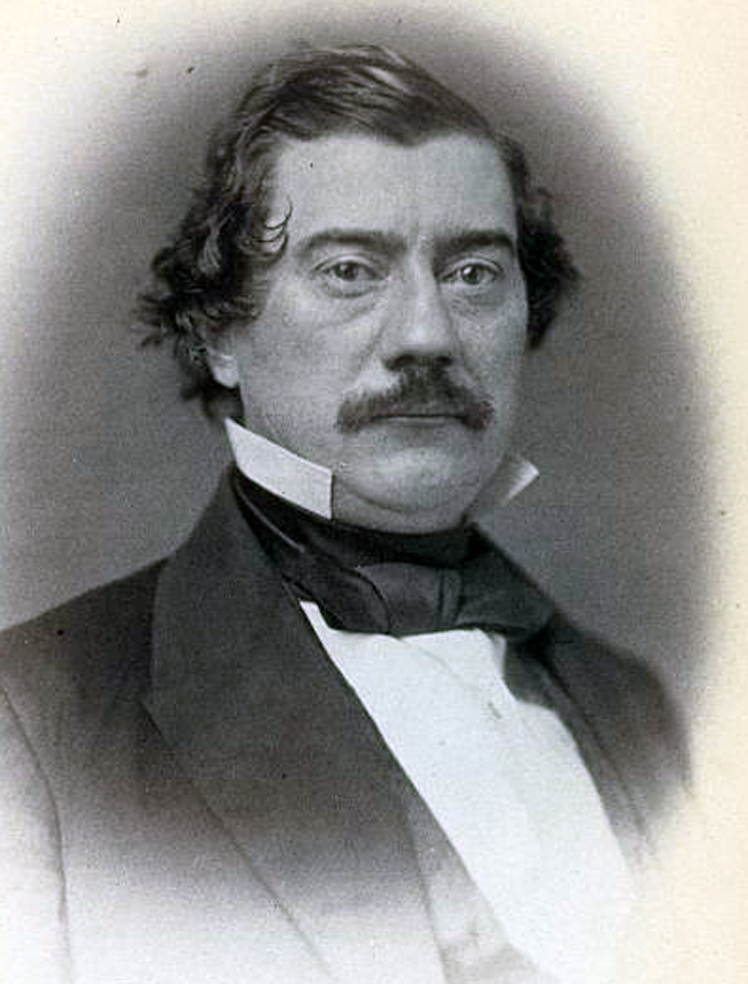
William G. Whiteley (1859)

William Gustavus Whiteley (* 7. August 1819 bei Newark, Delaware; † 23. April 1886 in Wilmington, Delaware) war ein US-amerikanischer Politiker.
Whiteley besuchte das Princeton College und studierte die Rechtswissenschaften. Nachdem er 1838 sein Studium in Princeton abgeschlossen hatte, wurde er 1841 in die Anwaltschaft aufgenommen und praktizierte in Wilmington.
Whiteley wurde 1856 als Demokrat in den Kongress gewählt und vertrat dort den Bundesstaat Delaware im US-Repräsentantenhaus vom 4. März 1857 bis zum 3. März 1861. 1860 stand er nicht für eine erneute Kandidatur zur Verfügung.
Von 1875 bis 1878 war Whiteley Bürgermeister der Stadt Wilmington. In dieser Zeit gehörte er daneben auch noch der Kommission an, die sich 1877 mit Fischereistreitigkeiten zwischen New Jersey und Delaware befasste. Vom 31. März 1884 bis zu seinem Tod war Whiteley Richter am Superior Court of Delaware. Er wurde auf dem Bridgeton Cemetery in Bridgeton, New Jersey beigesetzt.